# Teucholabis circumscripta
Teucholabis circumscripta är en tvåvingeart som beskrevs av Alexander 1945. Teucholabis circumscripta ingår i släktet Teucholabis och familjen småharkrankar.
Artens utbredningsområde är Costa Rica. Inga underarter finns listade i Catalogue of Life.